# SuperM
 (décembre 2024).
SuperM est un supergroupe de K-pop, ou boys band sud-coréen, formé en 2019. Il résulte d'un partenariat entre SM Entertainment et Capitol Music. Le supergroupe est composé de sept membres. appartenant respectivement aux boys-band SHINee, EXO et NCT/WayV sous SM Entertainment. Les membres se prénomment Taemin (SHINee), Baekhyun, Kai (Exo), Taeyong, Mark, Ten et Lucas (NCT/WayV). Le « M » dans « SuperM » signifie à la fois « Matrix » et « master », chaque membre étant déjà une star établie dans leurs propres groupes.

## Biographie

### Formation et débuts (2019)
Avant l'annonce officielle des débuts de SuperM, il y avait eu des rumeurs selon lesquelles SM Entertainment envisageait de créer un « supergroupe de K-pop ». Le 7 août, Steve Barnett, président de Capitol Music Group, et Lee Soo-man, fondateur de SM Entertainment, annoncent la création de SuperM à l'occasion du sixième Capitol Congress de Capitol Music Group, dont les membres seraient, Taemin de SHINee, Baekhyun et Kai d'Exo, Taeyong et Mark de NCT (et ses sous-unités NCT 127, NCT Dream, WayV et NCT U)[réf. souhaitée]. Une première aguiche a révélé les membres du supergroupe. 
Le premier extended play du groupe sort le 4 octobre. Une version instrumentale de l'une des chansons de l'extended play, I Can't Stand the Rain, sort le 28 août sur les plateformes de streaming.

## Membres
| Nom de scène | Nom de scène | Nom de naissance            | Nom de naissance | Date de naissance | Nationalité | Positions                                  | Groupe |
| Romanisé     | Coréen       | Romanisé                    | Cor./Chi./Thaï   | Date de naissance | Nationalité | Positions                                  | Groupe |
| ------------ | ------------ | --------------------------- | ---------------- | ----------------- | ----------- | ------------------------------------------ | ------ |
| Baekhyun     | 백현         | Byun Baek-hyun              | 변백현           | 6 mai 1992        | Sud-coréen  | Leader, chanteur et hyung (le plus âgé)    | EXO    |
| Taemin       | 태민         | Lee Tae-min                 | 이태민           | 18 juillet 1993   | Sud-coréen  | Chanteur et danseur                        | SHINee |
| Kai          | 카이         | Kim Jong-in                 | 김종인           | 14 janvier 1994   | Sud-coréen  | Danseur et rappeur                         | EXO    |
| Taeyong      | 태용         | Lee Tae-yong                | 이태용           | 1er juillet 1995  | Sud-coréen  | Rappeur et danseur                         | NCT    |
| Ten          | 텐           | Chittaphon Leechaiyapornkul | ชิตพล ลี้ชัยพรกุล     | 27 février 1996   | Thaïlandais | Danseur, chanteur et rappeur               | NCT    |
| Lucas        | 루카스       | Wong Yuk-hei (Xuxi Huang)   | 黃玉熙           | 25 janvier 1999   | Hongkongais | Rappeur, danseur et visuel                 | NCT    |
| Mark         | 마크         | Lee Mark (Lee Min-hyeong)   | 이민형           | 2 août 1999       | Canadien    | Rappeur, danseur et maknae (le plus jeune) | NCT    |

## Discographie

### Albums
| Année                                                                        | Titre     | Détails                                                                                           | Classements | Classements | Classements | Classements | Classements | Classements | Ventes                                                                 |
| Année                                                                        | Titre     | Détails                                                                                           | COR         | JAP         | ALL         | FRA         | CAN         | USA         | Ventes                                                                 |
| ---------------------------------------------------------------------------- | --------- | ------------------------------------------------------------------------------------------------- | ----------- | ----------- | ----------- | ----------- | ----------- | ----------- | ---------------------------------------------------------------------- |
| 2019                                                                         | SuperM    | - Date de sortie : 4 octobre 2019 - Labels : SM Entertainment, Capitol - Format : mini-album (EP) | 3           | 7           | —           | 73          | 38          | 1           | - COR : plus de 177 000 - USA : plus de 228 000 - JAP : plus de 12 300 |
| 2020                                                                         | Super One | - Date de sortie : 25 septembre 2020 - Labels : SM Entertainment, Capitol - Format : album studio | 1           | 7           | 19          | —           | 69          | 2           | - COR : plus de 557 000 - USA : plus de 144 000 - JAP : plus de 28 700 |
| "—" indique que l'album ne s'est pas classé ou n'est pas sorti dans ce pays. |           |                                                                                                   |             |             |             |             |             |             |                                                                        |

### Singles
| Année                                                      | Titre                    | Meilleures positions | Meilleures positions | Meilleures positions | Meilleures positions | Meilleures positions | Album     |
| Année                                                      | Titre                    | COR                  | JAP                  | CAN                  | USA Bubb.            | USA World            | Album     |
| ---------------------------------------------------------- | ------------------------ | -------------------- | -------------------- | -------------------- | -------------------- | -------------------- | --------- |
| 2019                                                       | Jopping                  | —                    | 27                   | 85                   | 25                   | 1                    | SuperM    |
| 2020                                                       | 100                      | —                    | 35                   | —                    | —                    | 7                    | Super One |
| 2020                                                       | Tiger Inside (호랑이)    | 142                  | 69                   | —                    | —                    | 7                    | Super One |
| 2020                                                       | One (Monster & Infinity) | —                    | 54                   | —                    | —                    | 7                    | Super One |
| "—" indique que le titre ne s'est pas classé dans ce pays. |                          |                      |                      |                      |                      |                      |           |

### Singles promotionnels
| Année | Titre               | Meilleures positions | Note                           | Album      |
| Année | Titre               | USA World            | Note                           | Album      |
| ----- | ------------------- | -------------------- | ------------------------------ | ---------- |
| 2019  | Let's Go Everywhere | 23                   | Collaboration avec Korean Air. | Hors album |
| 2021  | We Do               | —                    | Collaboration avec Prudential. | Hors album |